# Rivière Kanaaupscow
La rivière Kanaaupscow est un affluent de la rive nord du Réservoir Robert-Bourassa. Ce cours d'eau coule dans la municipalité de Eeyou Istchee Baie-James, dans la région administrative du Nord-du-Québec, au Québec, au Canada.

## Géographie
Les bassins versants voisins de la rivière Kanaaupscow sont :
- côté nord : Grande rivière de la Baleine, rivière Denys, rivière Vauquelin, lac Wawipikinasi, lac Pachistiwakanis, lac Kapuspuwakamaw, lac Saunders, lac Bienville ;
- côté est : Lac des Œufs, lac de la Noue ;
- côté sud : réservoir Robert-Bourassa, Rivière Chauvreulx, lac Patukami ;
- côté ouest : lac Craven, lac Wawa.

La rivière Kanaaupscow prend sa source au lac des Œufs situé au nord du Réservoir Laforge 1 et au sud du lac Roz. Le lac des Œufs a une forme complexe, comportant des archipelles d'îles, des centaines de baies et presqu'îles.
La rivière Kanaaupscow coule généralement vers le sud-ouest en recueillant les décharges de plusieurs plans d'eau dont la rivière Chauvreulx (venant du sud-est), et en passant au nord du lac Patukami. La rivière Kanaaupscow se déverse dans une zone de marais au fond d'une longue baie de la rive nord du réservoir Robert-Bourassa. Son embouchure est situé à 7,2 km à l'ouest de la rivière Patukamistikw, à 34,4 km de l'embouchure de la rivière Chauvreulx, à 22,9 km de la passe Achikuchasu, à 29,2 km de la passe Atapikwanuch et à 36,8 km de la passe Anatwayach.

## Toponymie
D'origine crie, cet hydronyme signifie la rivière où se trouve une pointe rocheuse.
Le toponyme rivière Kanaaupscow a été officialisé le 5 décembre 1968 à la Banque des noms de lieux de la Commission de toponymie du Québec.